# استلراتور

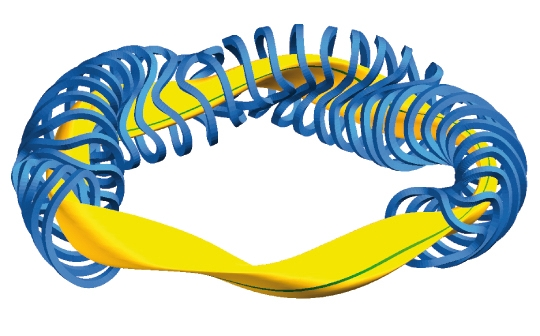
نمونه‌ای از یک طراحی استلراتور، آن گونه که در مدل آلمانی (Wendelstein 7-X) آزمایش و مورد استفاده قرار گرفته: یک سیستم سیم پیچ (آبی رنگ) پلاسما را احاطه کرده (زرد). یک خط میدان مغناطیسی به رنگ سبز بر روی سطح پلاسمای زرد رنگ به صورت برجسته قرار دارد.

استلراتور (به انگلیسی: Stellarator) نام یکی از نخستین دستگاه‌ها یا راکتورهای آزمایشگاهی است که برای محصور کردن پلاسمای داغ توسط میدان مغناطیسی ساخته شده‌است. در این رآکتور می‌توان شرایطی را فراهم آورد تا فرایند همجوشی هسته‌ای کنترل شده‌ای در آن رخ دهد.

## تاریخچه

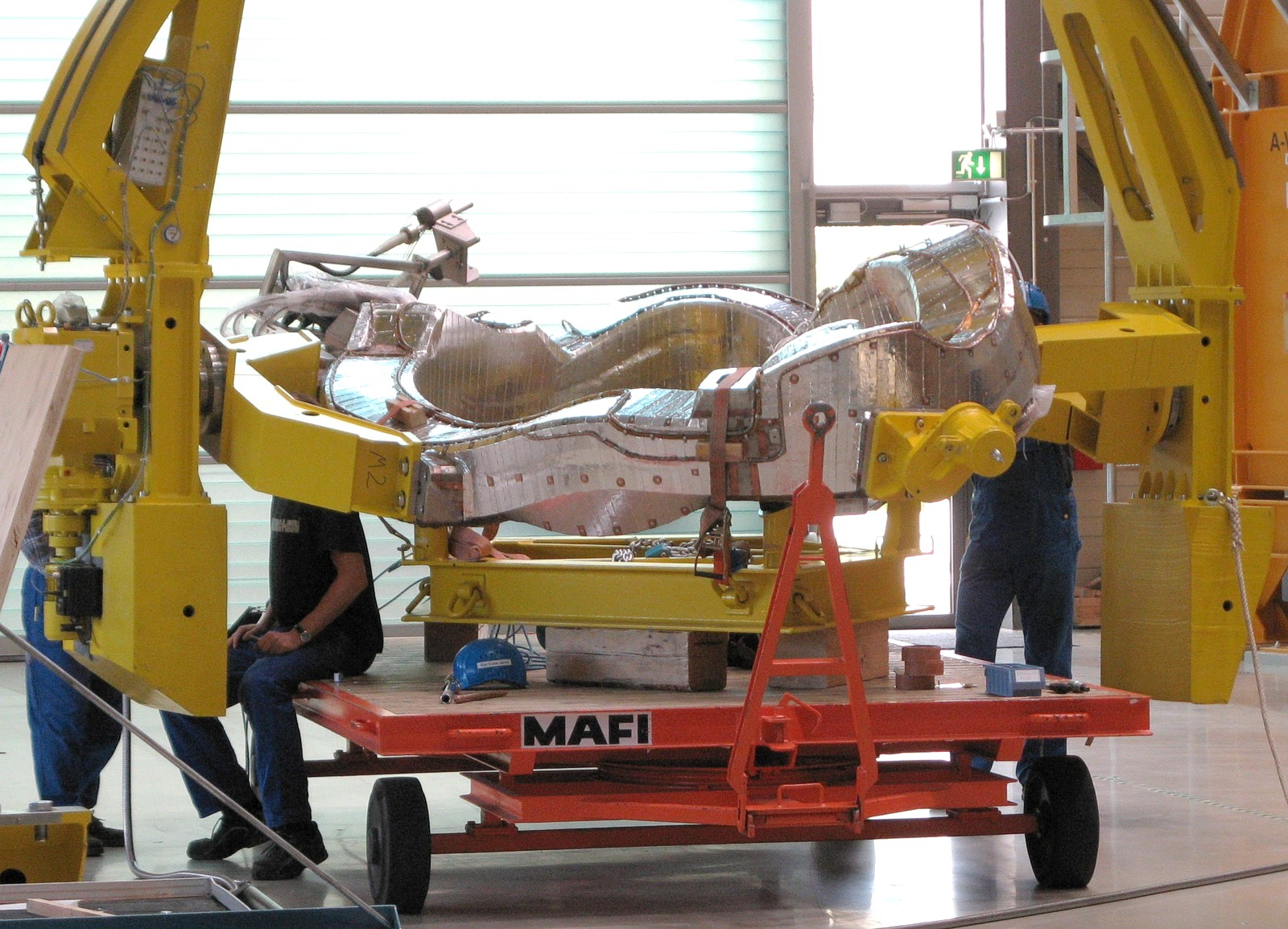
W7-X

طرح اولیهٔ این دستگاه توسط لیمان اسپتزر فیزیکدان آمریکایی (۱۹۱۴ –۱۹۹۷) در سال ۱۹۵۰ ارائه شد و یک سال پس از آن در آزمایشگاه فیزیک پلاسمای دانشگاه پرینستون ساخته شد. در دهه‌های ۵۰ و ۶۰ میلادی، استلراتورها متداول‌ترین دستگاه آزمایشگاهی برای بررسی و مطالعهٔ فرایند همجوشی هسته‌ای کنترل شده‌بودند. از دههٔ هفتاد میلادی به این سو، رآکتورهای آزمایشگاهی توکامک که در سال ۱۹۵۶ توسط دانشمندان شوروی سابق طراحی شده‌بود نتایج بهتری در پی داشتند و جای خود را در دانشگاه‌ها و مراکز پژوهشی پیشرو در دنیا باز کردند. با این وجود، در عمل توکامک‌ها نیز با مشکلاتی مواجه شدند، به‌طوری‌که در دههٔ ۹۰ میلادی طرح جدیدی از رآکتورهای استلراتور ارائه شد و چندین نمونه از آن نیز ساخته شد. از جمله می‌توان به استلراتور Wendelstein 7-X در آلمان، Helically Symmetric Experiment (HSX) در آمریکا، و Large Helical Device در ژاپن اشاره کرد.

## مقایسه با توکامک

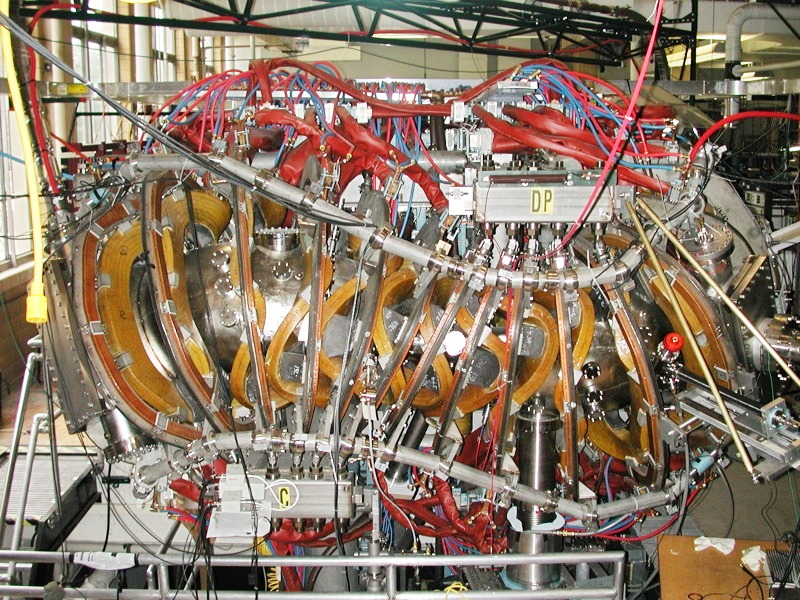
پلاسمای داغ درون استلراتورها، توسط میدان‌های مغناطیسی بسیار پیچیده‌ای محصور می‌شوند.

توکامک غالباً بیشتر مورد توجه محصورسازی مغناطیسی قرار گرفته‌است، با این حال برخی گروه‌ها از استلراتورها حمایت کرده‌اند که دارای برخی مزایا نسبت به توکامک است. توکامک انحنای مورد نیاز برای خطوط میدان مغناطیسی را از طریق پلاسمای خود ایجاد می‌کند بنابراین نیازی به دستکاری خطوط میدان مغناطیسی توسط یک جریان خارجی نیست.از مزایای استلراتورها می‌توان عدم احتیاج به جریان چنبره‌ای (و در نتیجه افزایش احتمال فعالیت مداوم) و ثبات سیستم بیشتر را نام برد.